# 멕시코 치즈

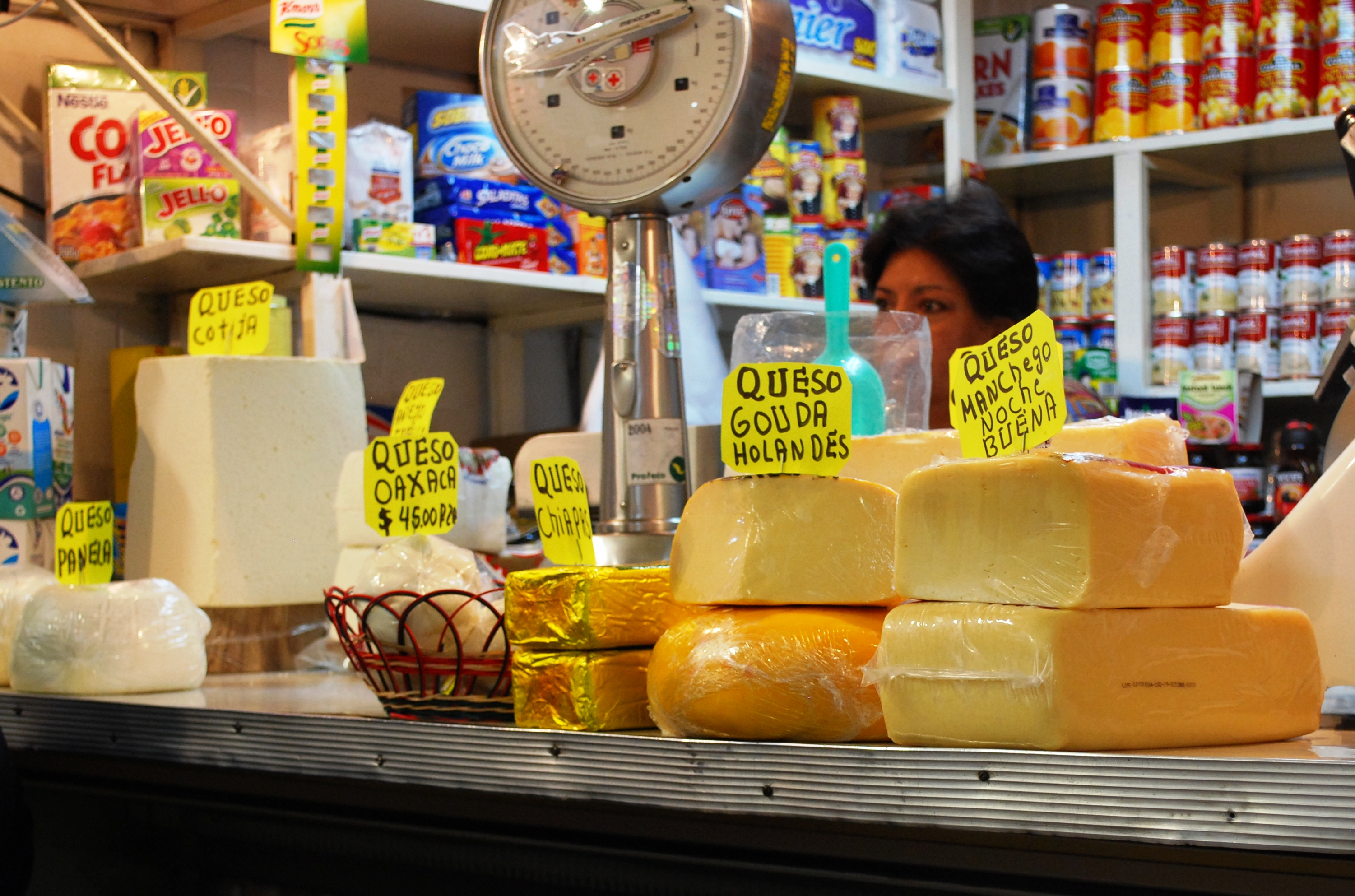
멕시코시티 코요아칸 시장에서 판매되는 다양한 치즈가 있는 카운터

멕시코의 치즈는 선콜럼버스 시대 메소아메리카에 유제품이 알려지지 않았기 때문에 멕시코 정복과 함께 역사가 시작되었다. 스페인인들은 소, 양, 염소와 같은 젖 생산 동물과 치즈 제조 기술을 들여왔다. 식민지 시대 동안 치즈 제조는 누에바에스파냐 주민들의 혼합된 유럽 및 원주민 취향에 맞게 수정되었으며, 지역에 따라 다양했다. 이러한 혼합과 변형은 여러 종류의 멕시코 치즈를 탄생시켰다. 멕시코 치즈 품종은 국내 시장을 지배한다. 멕시코의 거의 모든 치즈는 소젖으로 만들어지며, 일부는 염소젖으로 만들어진다. 최근에는 양젖 치즈를 홍보하기 위한 노력이 이루어지고 있다. 대부분의 치즈는 생우유로 만들어진다. 치즈는 가정, 소규모 농장 또는 목장에서, 그리고 주요 유제품 회사에서 만들어진다. 분류 방법에 따라 멕시코에서는 20가지에서 40가지의 다양한 치즈가 생산된다. 오아하카 치즈와 파넬라 치즈와 같은 일부는 멕시코 전역에서 만들어지지만, 많은 치즈는 특정 지역에서만 알려진 지역 치즈이다. 가장 흔하지 않은 일부는 멸종 위기에 처해 있다.

## 역사

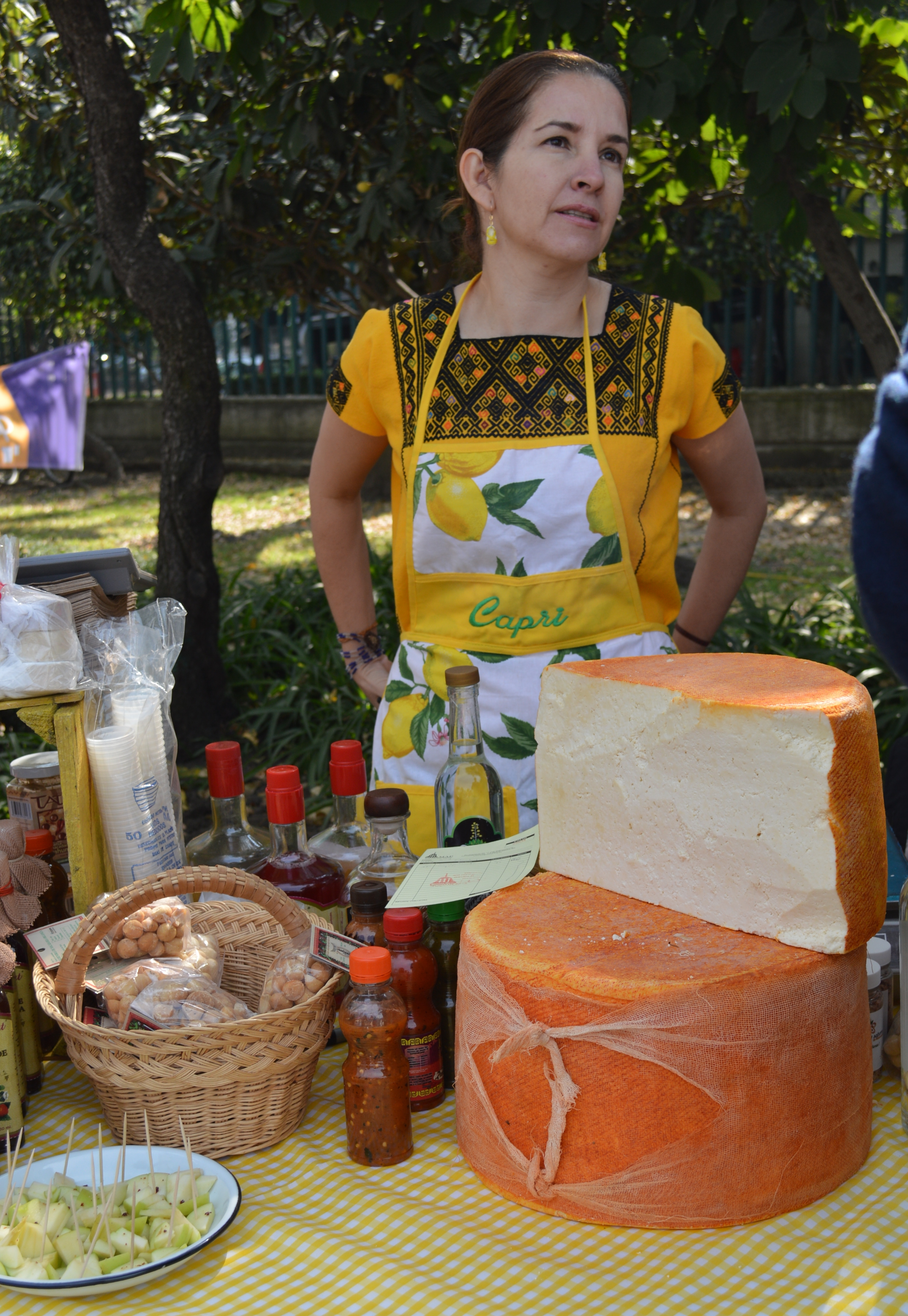
양젖으로 만든 수제 치즈를 판매하는 상인.

유럽인들이 도착하기 전, 메소아메리카 식단에는 유제품이 포함되지 않았으므로 치즈 제조는 알려지지 않았다. 스페인 정복자들은 소, 염소, 양을 신대륙에 들여와 식습관을 영구적으로 바꾸었다. 스페인인들은 또한 만체고 치즈와 같은 고향의 치즈 제조 기술을 가져왔다. 시간이 지남에 따라 유럽인과 원주민 및 전통이 혼합되면서 메스티소 취향에 맞게 치즈가 수정되었다. 이러한 적응은 지역마다 달랐으며, 이는 오늘날 멕시코에서 생산되는 다양한 치즈로 이어졌다.
치즈 제조는 식민지 시대부터 항상 널리 퍼진, 주로 가정에서 이루어지는 활동이었지만, 치즈로 유명해지기 시작한 최초의 지역은 할리스코주 알토스와 코아우일라주 및 두랑고주의 코마르카 라구네라 지역이다. 둘 다 여전히 치즈 및 기타 유제품의 주요 생산지이다. 오늘날 주요 치즈 생산 지역에는 치와와주, 오아하카주, 케레타로주, 아과스칼리엔테스주, 할리스코, 과나후아토주, 산루이스포토시주, 미초아칸주, 푸에블라주, 틀락스칼라주, 톨루카 및 치아파스주도 포함된다.

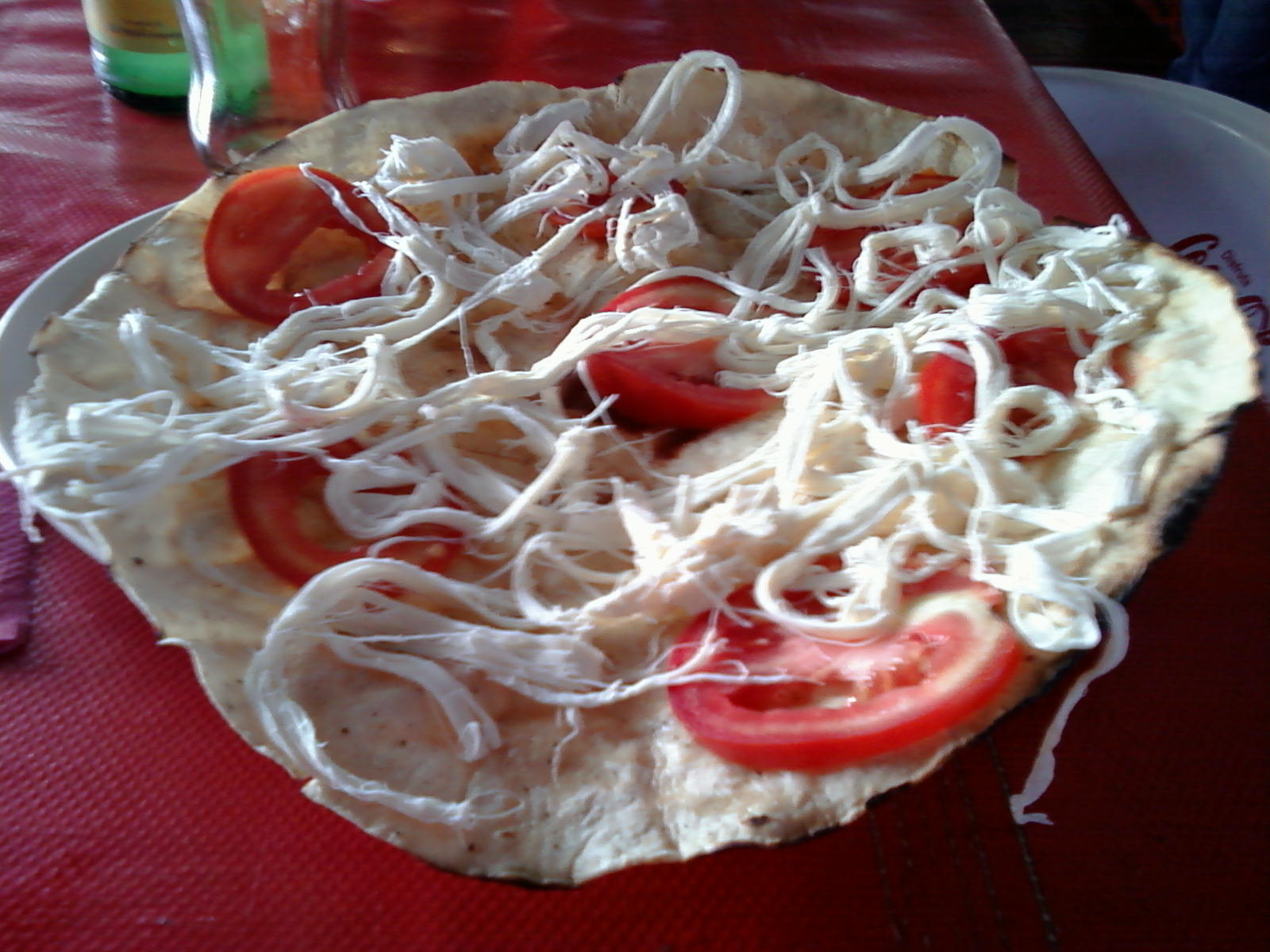
오아하카 치즈를 얹은 틀라유다

수세기 동안의 치즈 제조 경험에도 불구하고 멕시코는 양과 종류 면에서 유럽에 뒤쳐져 있다. 국내에서 생산되는 대부분의 치즈는 소규모 업체와 농장에서 생산되며, 이들은 제품을 현지에서 판매한다.
치와와 치즈와 파넬라와 같은 일부 치즈는 대량 생산되고 살균 우유로 만들어지지만, 대부분은 여전히 살균되지 않은 우유로 현지에서 만들어진다. 멕시코 치즈는 종류, 공정 또는 품질 면에서 표준화되어 있지 않다.
멕시코 및 멕시코 스타일 치즈는 미국 식료품점 선반에서 더욱 흔해졌다. 최근까지는 코티하 치즈와 같은 비교적 흔한 치즈만이 주로 멕시코 식당에서 특정 요리 위에 뿌려지거나 오아하카 치즈가 토르티야 위에 녹여져 판매되었다. 이제 미국 회사들은 멕시코의 많은 신선하고 숙성된 치즈를 재현하고 있으며, 일부는 덜 알려진 품종의 생산까지 시도하고 있다.

## 생산 및 유통
멕시코는 치즈 생산에서 세계 10위, 소비에서 8위를 차지하고 있다. 2003년 멕시코의 치즈 판매량은 218,000톤이었으며, 신선 치즈(숙성되지 않은)가 시장의 3분의 1 이상을 차지하며 가장 큰 부문이었다. 그 해 국내에서 소비된 치즈 중 126,200톤만이 국내에서 생산되었고, 나머지는 수입되었다. 국내 우유 생산량의 약 10%가 유제품 생산에 할당되며, 그 대부분은 치즈이다. 압도적인 다수의 치즈는 소젖으로 만들어진다. 여러 치즈가 염소젖으로 만들어지지만, 인기가 없으며 시장에서 찾기 어려워졌다. 그러나 양치기는 역사적으로 전국적으로 주요 상업 활동이 아니었지만, 1980년대 이후 양젖과 양고기 생산을 장려하려는 노력으로 양의 수가 크게 증가했다. 이는 국내에서 양젖 치즈의 발전을 촉진하고 있지만, 여전히 매우 작은 비율을 차지한다. 주요 양 생산 주 중 하나는 케레타로주이며, 대부분의 우유는 치즈 생산을 위해 사용된다.
대부분의 "신선한" 치즈는 몇 주 또는 몇 달 동안 숙성되는 치즈와 달리 며칠 동안만 숙성된다. 이는 치즈의 pH를 충분히 변화시켜 공정 시작 시 (살균되지 않은) 우유에 있었을 수 있는 유해 박테리아를 죽일 시간이 충분하지 않다. 생우유의 사용은 치즈, 특히 숙성되지 않은 "신선한" 치즈와 관련된 여러 식품 매개 질병(주로 감염, 중독 아님) 사례로 이어졌다. 멕시코에서 생산된 치즈와 관련된 결핵, 리스테리아증 및 기타 질병 사례로 인해 미국 국경을 넘거나 미국 공항으로 입국하는 항공 여행객이 치즈를 반입하는 것에 대한 강력한 제한이 생겼다. 가장 문제가 되는 치즈는 파넬라, 케소 아사데로, 케소 블랑코, 란체로였는데, 이 치즈들은 숙성되지 않고 종종 살균되지 않은 우유로 만들어지기 때문이다. 2008년 멕시코 연방 정부는 치즈에 대한 기준을 발표했는데, 그 목적 중 하나는 국내에서 생산되는 치즈의 위생 관리를 개선하는 것이었다. 주요 조항 중 하나는 생우유로 만든 치즈의 판매 금지이다. 그러나 비판론자들은 살균이 식품 매개 질병을 막는 유일한 방법이 아니며, 이 과정이 치즈의 맛에 영향을 미치는 유익한 박테리아를 죽이고, 살아있는 배양균과 효소의 손실로 인해 치즈의 건강상의 이점을 잃게 한다고 주장한다. 이는 특히 숙성 치즈의 경우에 그러하다.

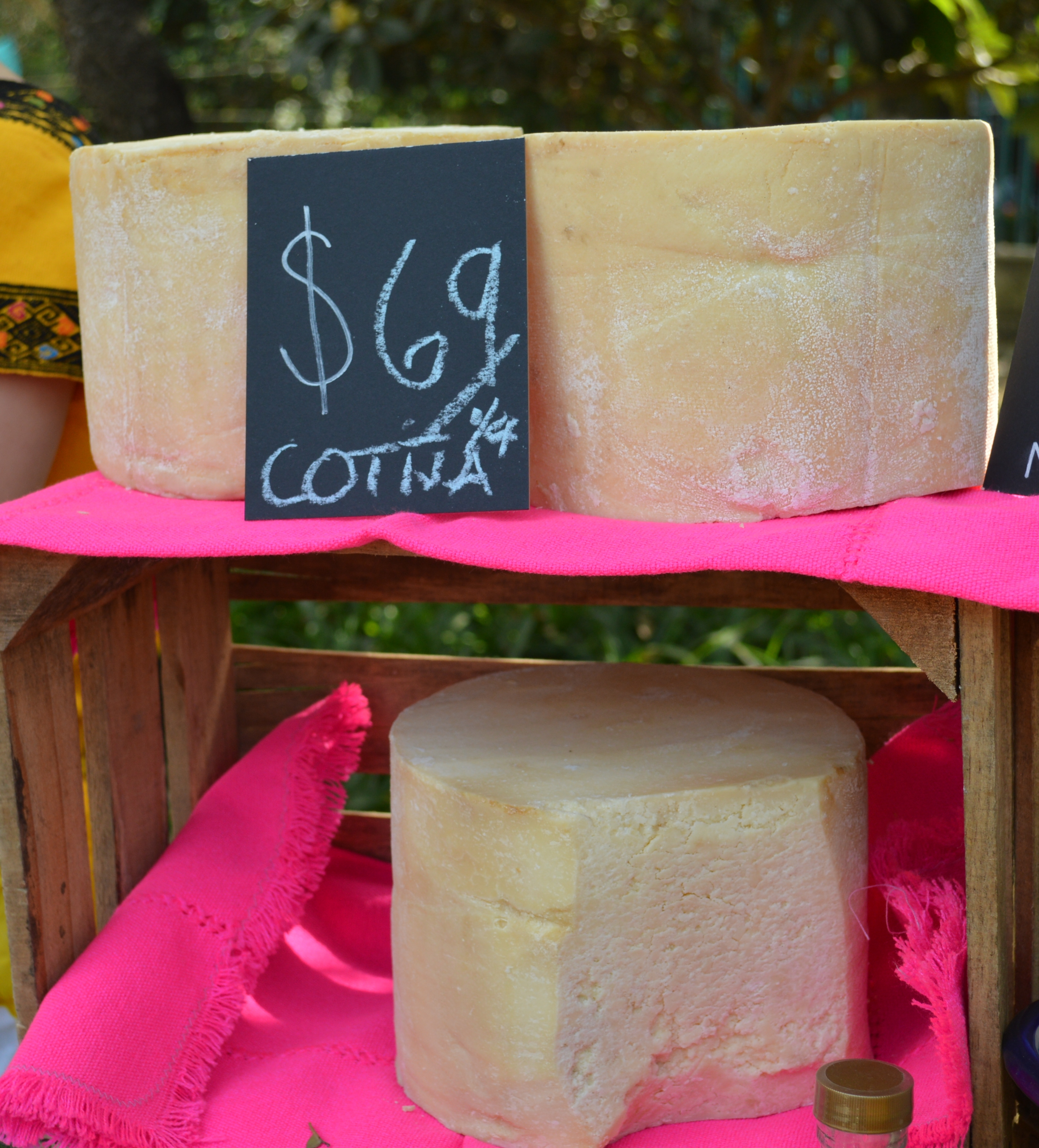
멕시코시티 폴랑코의 링컨 공원에서 열린 누에스트로 메르카도 데 케소스 아르테사날레스(Nuestro Mercado de Quesos Artesanales)에서 판매되는 코티하 치즈.

멕시코에서는 20가지에서 40가지의 다양한 종류의 치즈가 생산되며, 치와와 치즈와 오아하카와 같이 대량 생산되는 몇 가지도 있다. 그러나 대부분은 순전히 지역적인 특성을 가지며, 이들 중 가장 덜 흔한 것들은 사라질 위기에 처해 있다. 2016년 기준으로 멕시코 산업 재산권 연구소로부터 단체 상표를 부여받은 치즈는 네 가지가 있다: 케소 코티하(미초아칸주, 2005), 케소 데 볼라 데 오코싱고(치아파스주, 2005), 케소 데 포로 데 발란칸(타바스코주, 2012), 그리고 케소 크레마 데 콰드로(치아파스주, 2013). 이러한 보호를 신청한 다른 치즈로는 멕시코주 사카사나판의 케소 몰리도, 베라크루스주 페로테의 케소 란체로 데 카브라, 그리고 테팔카테펙의 케소 몰리도 이 아네호가 있다.
생산자는 슈퍼마켓 및 기타 대형 매장을 위한 일반적인 종류를 주로 생산하는 대형 공장에서부터 수제 치즈를 만드는 소규모 농장에 이르기까지 다양하다. 잘 알려진 주요 생산자로는 칠초타 식품, 코바동가, 발란더, 에스메랄다, 로스 볼칸스가 있다. 칠초타는 2003년 최대 생산자였다. 그 이후로 그루포 랄라가 멕시코 최대 생산자가 되었다. 대량 생산된 치즈는 일반적으로 슈퍼마켓과 대형 전통 시장에서 현대적인 포장으로 판매되며, 그 품질은 소규모 업체에서 만든 것만큼 좋지는 않다고 평가된다. 국내에서는 여전히 수제 치즈가 만들어지고 있으며, 종종 비하적으로 "욕조 치즈"라고 불린다.

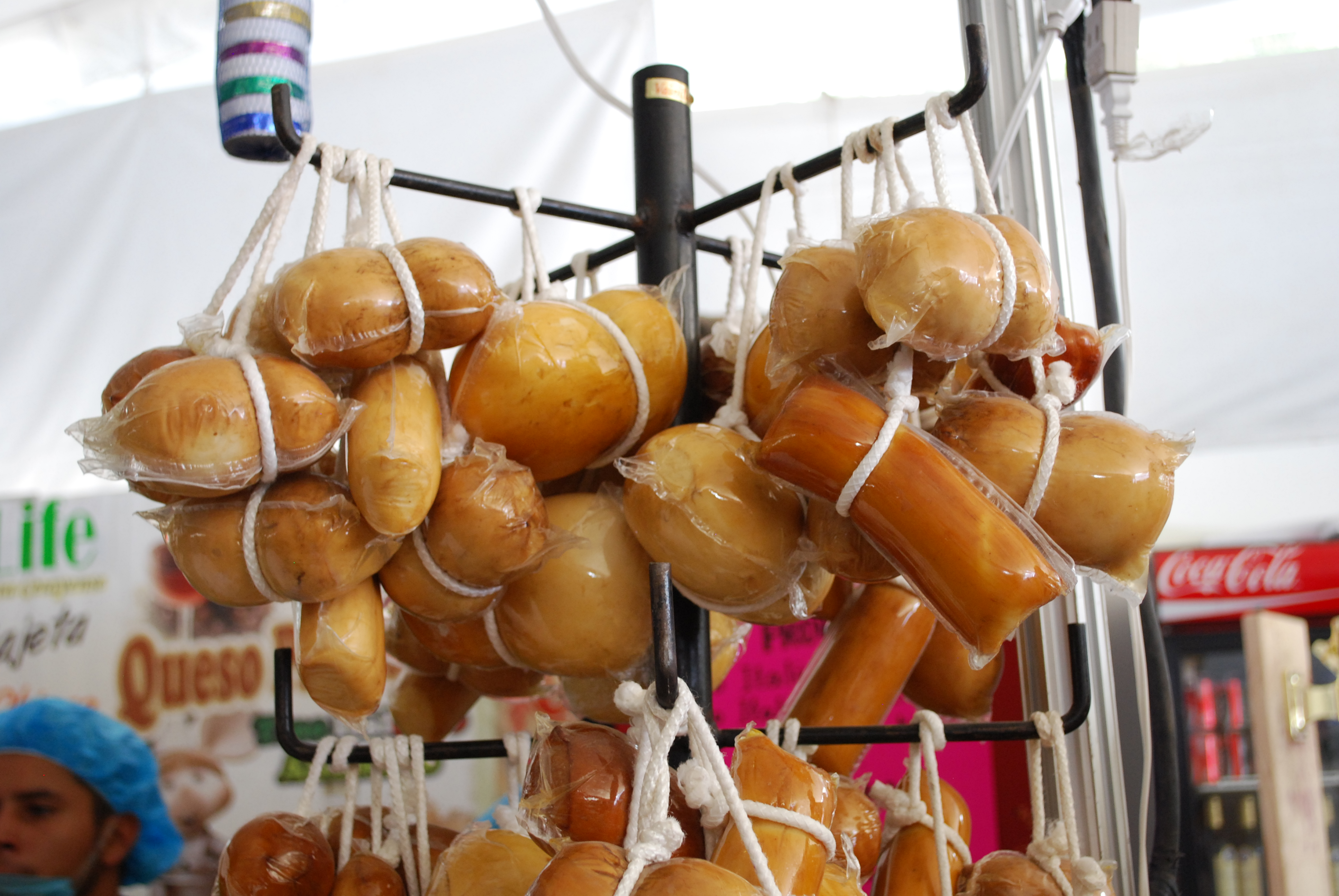
케레타로주 테키스키아판에서 열린 국립 치즈 및 와인 축제의 훈제 프로볼로네

국립 와인 및 치즈 축제(Feria Nacional del Queso y el Vino)는 1976년부터 매년 5월 말에서 6월 초에 케레타로주 테키스키아판에서 개최된다. 이 행사는 지역의 와인 및 치즈 전통을 기념할 뿐만 아니라 멕시코 및 세계 다른 지역의 참가자들을 초대한다.
멕시코시티의 코요아칸 및 산 후안과 같은 일부 더 나은 전통 시장에서는 소규모 지역 농장에서 만든 수제 치즈를 더 많이 찾을 수 있다. 치와와주에서는 스페인인이 가져온 소의 후손으로 치즈를 만들며, 그 생산은 여전히 문화의 중요한 부분이다. 그곳의 대부분의 치즈 제조는 가정이나 목장에서 이루어지는데, 목장주들은 일찍 일어나 젖소를 짜고 케소 란체로, 레케손, 파넬라 등을 만들면서 작업을 시작한다. 현지에서 생산되거나 수제 치즈는 케세로스 푸에스토스(puestos de queseros) 또는 치즈 상인의 가판대에서 바구니와 나무 테두리에 포장되거나 옥수수 껍질에 싸이거나 평평하고 흰 넓은 원반 모양으로 눌러져 발견될 수 있다. 일부 특수 치즈 생산자들은 국제 대회에 초청받았다. 카를로스 페라자 가족은 프랑스 투렌의 코프라디아 데 케소스 데 생트 모르에서 메달을 획득했다. 바하칼리포르니아주의 와인 생산 지역에서는 라 카바 데 마르셀로(La Cava de Marcelo)라는 유명한 치즈 제조 사업체가 있다. 이 사업체는 1911년 스위스에서 멕시코로 온 가족의 4대째 치즈 제조업자이자 소유주인 마르셀로 카스트로 라모네티의 이름을 따서 명명되었다. 시설은 지하 4m에 위치하며, 면적은 360m2이고 수정과 돌로 만들어졌다. 전 세계의 식도락 여행객들이 방문했으며, chow.com과 같은 인터넷 사이트에도 소개되었다. 시음실은 40명을 수용할 수 있으며, 시설에는 10,000개의 치즈 조각이 보관되어 있다. 이 시설은 멕시코의 고급 레스토랑과 상점에 치즈를 공급하는 데 특화되어 있다. 일부 치즈는 최대 2년 동안 숙성된다.
생산되는 치즈의 대부분은 멕시코 스타일이지만, 페타 (치즈), 스페인 만체고 치즈 (염소젖으로 만든), 생트 모르, 카망베르와 같은 순수한 유럽 스타일도 만들어진다. 과나후아토주는 유럽 치즈, 특히 프랑스 치즈의 재현으로 유명하다.
치아파스주에서는 치아파스 국립 자치 대학교의 관계자들이 엑스트레마두라주 지역에서 생산되는 라 세레나 치즈라는 스페인 치즈를 조사하여 멕시코에서 인증된 버전을 만들고자 노력해왔다. 여기에는 메리노 양의 수입 및 사육뿐만 아니라 이 치즈의 제조 방법을 배우는 것이 포함된다. 이러한 노력의 이유는 주의 상당 부분이 엑스트레마두라주와 유사한 기후를 가지고 있어 이 양의 사육이 가능하기 때문이다. 연구자들은 라 세레나 치즈를 재현할 수 있을 뿐만 아니라 다른 여러 종류도 생산할 수 있음을 발견했다. 치즈용 우유를 생산할 수 있음에도 불구하고 멕시코의 대부분의 양은 양모와 고기를 위해 사육된다. 이 메리노 양 품종은 우유 생산을 위해 개량되었다.

## 멕시코 고유 치즈 품종

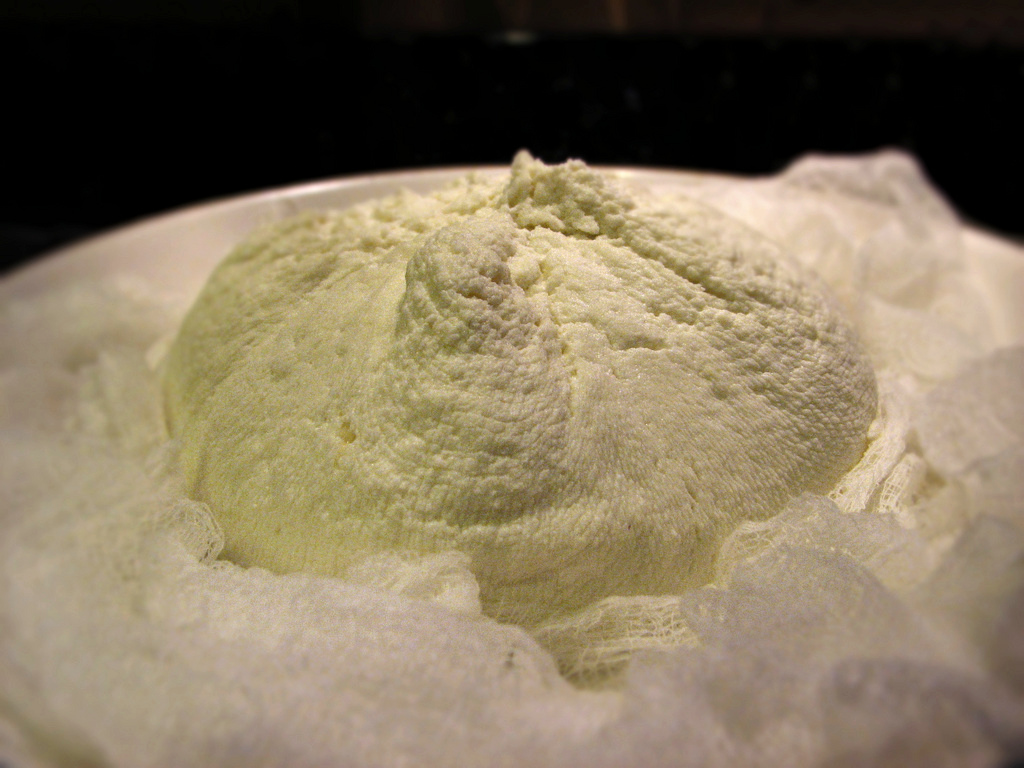
케소 프레스코

멕시코에서 생산되는 치즈 종류의 수는 불확실하다. 다른 지역에서 같은 치즈를 다른 이름으로 부르거나, 다른 치즈를 같은 이름으로 부를 수 있기 때문이다. 가장 인기 있는 품종의 대부분은 케소 프레스코, 파넬라, 아사데로와 같은 신선 치즈이다. 가장 인기 있는 숙성 치즈는 코티하와 치와와이다. 멕시코에서 생산되는 치즈 중 완전히 멕시코에서 발명된 치즈는 오아하카, 코티하, 치와와, 그리고 만체고이다. 만체고는 스페인 치즈와 이름이 같지만, 스페인에서는 양젖으로 만들고 멕시코 만체고는 소젖 또는 소젖과 염소젖을 섞어 만든다. 원래의 스페인 만체고는 숙성 기간이 더 길어서 맛이 더 강하다. 멕시코 치즈의 상당수는 지역 특산품이지만, 여기에 언급된 가장 일반적인 것들은 전국적으로 알려져 있고 만들어진다. 대부분의 경우, 치즈는 주요 재료라기보다는 양념으로 요리 위에 뿌려진다.
가장 기본적인 멕시코 치즈는 케소 프레스코이며, 이로부터 파넬라, 아도베라, 오아하카와 같은 다른 치즈가 파생되었다. 이 치즈는 전유로 만들지만, 지방과 콜레스테롤이 비교적 낮다(수분 함량이 높기 때문). 이것은 스페인 부르고스 지방에서 유래한 흰색의 스펀지 같은 치즈로, 주로 요리 위에 부스러뜨려 사용된다. 이 치즈는 멕시코의 거의 모든 지역에서 거의 변형 없이 만들어진다.

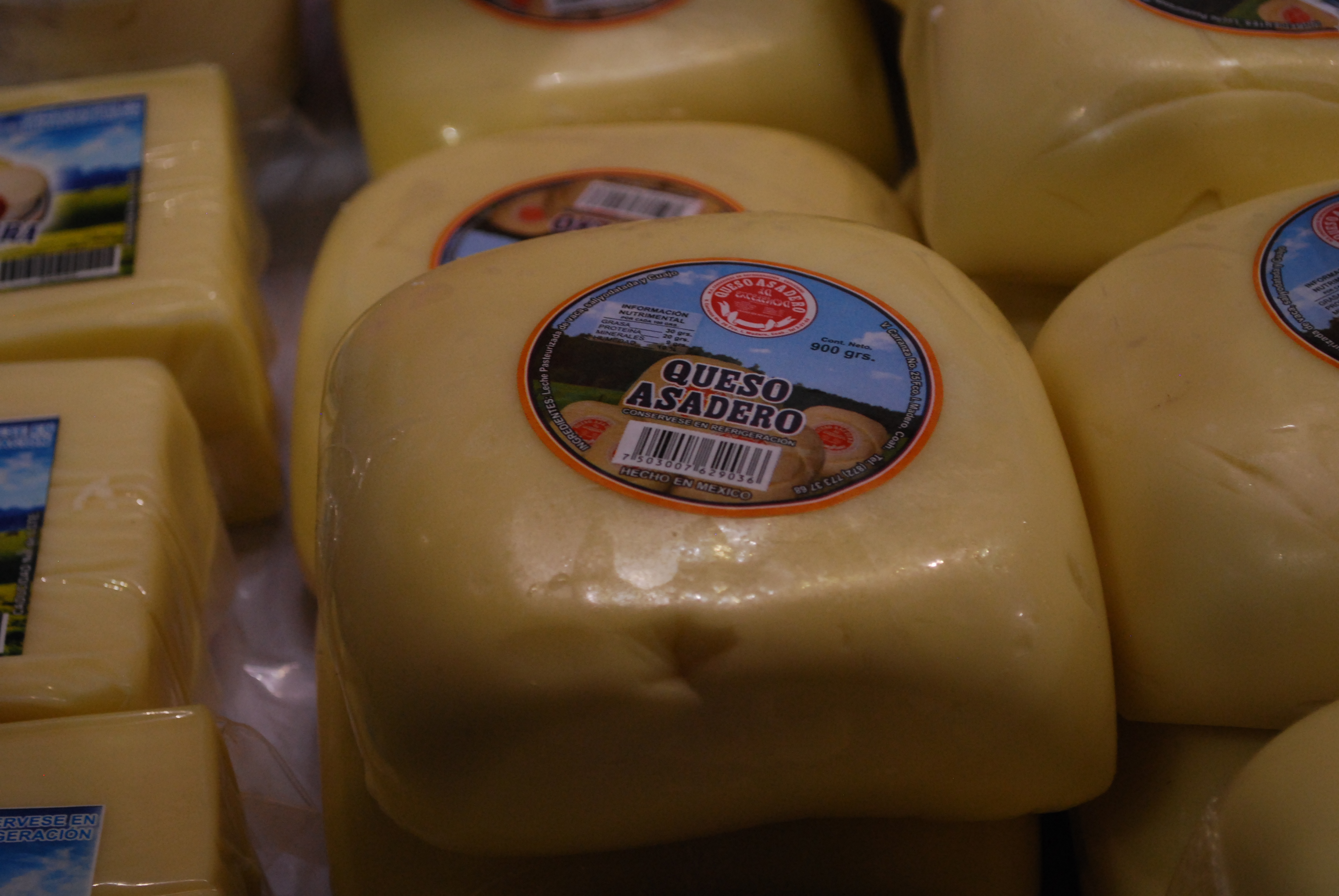
케소 아사데로

멕시코의 다른 지역에서 케소 아사데로는 흰색의 반쯤 부드러운 치즈로, 녹이기 좋다. 종종 퐁듀나 케사디야와 유사한 케소 푼디도를 만드는 데 사용된다.
파넬라 치즈는 지방이나 콜레스테롤이 거의 없는 또 다른 흰색 신선 우유 치즈이다. 이 치즈의 기원은 아마도 발칸반도나 이탈리아 반도로 거슬러 올라가지만, 멕시코인의 입맛에 맞게 크게 변형되었다. 탈지유로 만들어져 비교적 단단한 식감과 달콤씁쓸한 맛을 낸다. 전통 시장에서는 이 치즈가 종종 성형된 바구니에 담겨 판매되어 케소 데 카나스타(queso de canasta)라는 다른 이름으로도 불린다. 종종 차갑게 전채 요리나 간식 트레이의 일부로 제공된다. 또한 멕시코 대부분 지역에서 샌드위치에도 사용된다.
케소 블랑코(queso blanco)는 케소 시에라(queso sierra) 또는 케소 엔칠라다(queso enchilada)라고도 불리며, 탈지유로 만든 크림 같은 흰색 치즈로, 모차렐라와 코티지 치즈를 섞어 놓은 것과 비슷하다고 묘사되어 왔다. 응고제로 라임 주스를 사용하여 집에서 만드는 경우가 많으며, 감귤류 맛이 난다. 상업적으로는 레닛으로 만든다. 가열하면 부드러워지지만 녹지 않는다.
레케손은 리코타 또는 코티지 치즈와 유사한 부드러운 치즈로, 전유로 만든다. 전통적으로 이 치즈는 신선한 옥수수 껍질에 싸서 시장에서 판매된다. 가볍고 짜지 않은 맛이 나며, 엔칠라다, 토스타다, 치즈 스프레드, 케이크 등에 사용된다.
치와와 치즈는 멕시코 주에서 유래했으며, 이 치즈를 만든 상당한 메노나이트 공동체의 본거지 이름을 따서 케소 메노니타(queso menonita)라고도 불린다. 원래 버전은 작은 구멍이 있는 반경성 치즈로, 체스터(Chester)라는 치즈 종류와 비슷하다. 이 버전은 천과 파라핀 왁스로 덮여 판매된다. 맛은 체다 치즈와 비슷한 날카로움에서 순한 맛까지 다양하며, 흰색보다는 옅은 노란색이다. 오늘날 이 치즈는 멕시코 전역에서 만들어지며 상업적으로 생산되는 치즈로 인기가 있다.

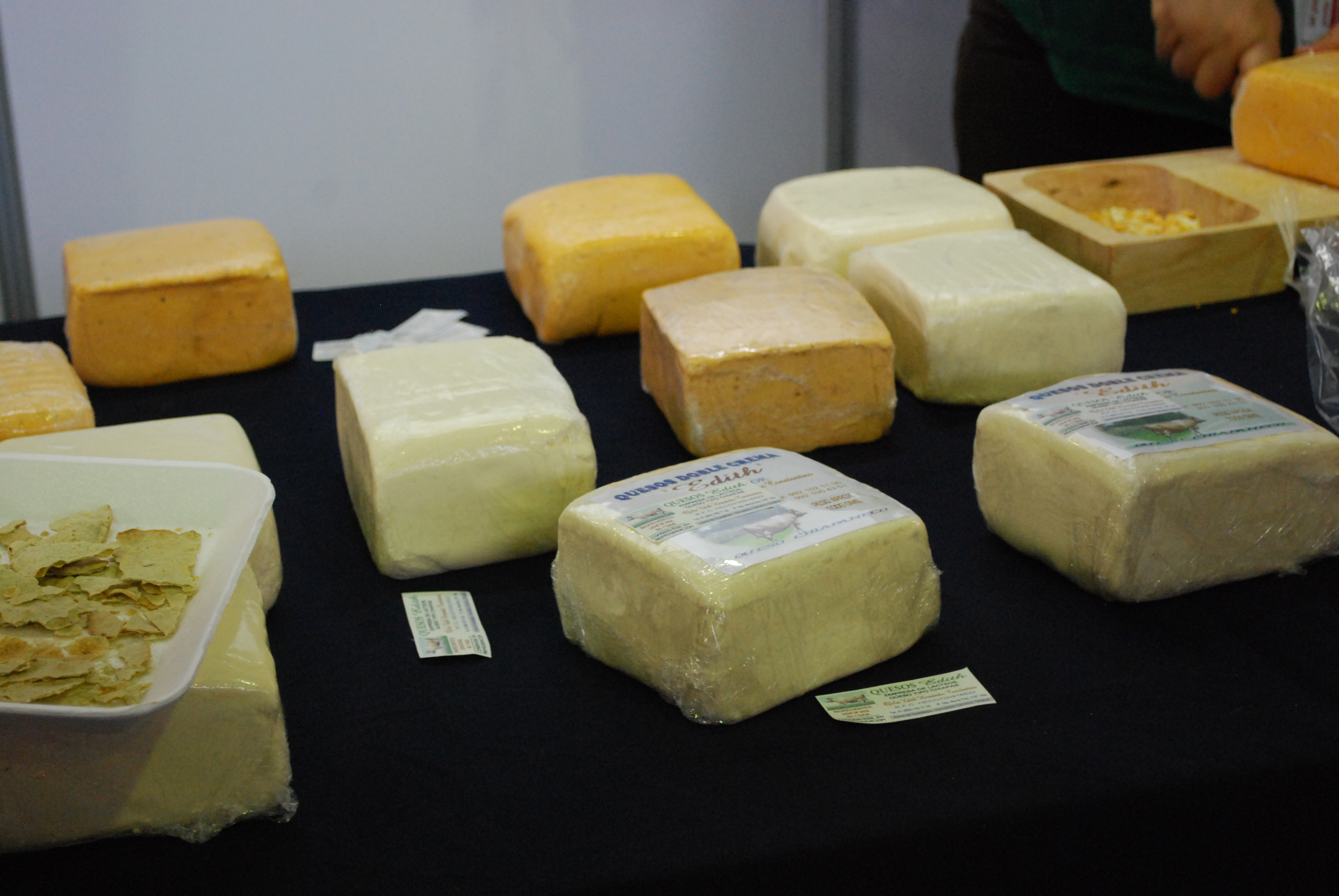
치아파스주의 도블레 크레마 치즈

케소 크레마(queso crema) 또는 도블레 크레마(doble crema)는 추가 크림으로 강화된 소젖으로 만든다. 바르기 쉽고 종종 디저트를 만드는 데 사용된다.
멕시코 만체고 치즈는 스페인의 라만차 지역에서 멕시코로 유입되었지만, 스페인 만체고가 양젖으로 만들어지는 것과 달리 멕시코에서는 소젖과 염소젖을 섞어 만들어서 맛이 상당히 다르다. 버터 같은 맛이 나고 잘 녹는다. 이 치즈는 멕시코 전역에서 구할 수 있으며, 미국에서도 찾을 수 있다. 일반적으로 만체고는 숙성되지 않지만, 숙성된 버전은 케소 만체고 비에호(queso manchego viejo)라고 불린다. 이 버전은 더 단단하고 맛이 강하다. 종종 요리 위에 갈아서 뿌려 제공된다. 멕시코 북부, 특히 치와와주에서는 이 치즈를 아사데로(asadero)라고도 부른다. 2018년 기준으로 멕시코 만체고는 멕시코 치즈 전체 판매량의 거의 15%를 차지했다.
다른 곳에서도 상업적으로 생산되지만, 코티하 치즈는 미초아칸주의 코티하, 토쿰보, 로스 레예스와 할리스코주의 퀴투판, 산타마리아델오로, 힐로틀란데로스돌로레스에서 생산된다. 이 지역들은 두 주에 걸쳐 있는 시에라 데 할-미치(Sierra de Jal-Mich) 지역에 있다. 이러한 인정을 받으려면 치즈는 식품 매개 질병을 예방하기 위해 살균된 우유로 만들어져야 한다. 이 소젖 치즈는 멕시코에서 완전히 개발되었으며 이탈리아 파르미자노 레자노와 유사한 맛과 질감을 가지고 있다. 옅은 황금빛을 띠고 신맛이 나는 우유 향이 강하다. 평균 12개월 숙성되며, 때로는 곰팡이를 방지하기 위해 고추 페이스트로 휠을 덮기도 한다. 주로 요리 위에 뿌려 장식으로 사용되지만, 파스타와 샐러드에 맛을 내는 데도 사용할 수 있다. 이 치즈는 미국에서도 인기가 많으며, 수입되거나 국내에서 생산된다. 그러나 미국에서 생산되는 코티하 치즈는 멕시코의 원조와는 현저히 다른데, 미국 생산자들이 숙성 과정을 가속화하기 위해 효소를 첨가하기 때문이다.
케소 아네호 (문자 그대로 숙성 치즈)는 케소 프레스코의 숙성 버전이다. 부드러운 치즈로 분류되지만, 잘 숙성된 것은 상당히 단단하고 짜게 될 수 있다. 주로 가니쉬로 사용된다. 케소 아네호는 고추 (엔칠라도) 코팅이 있는 경우도 있다.

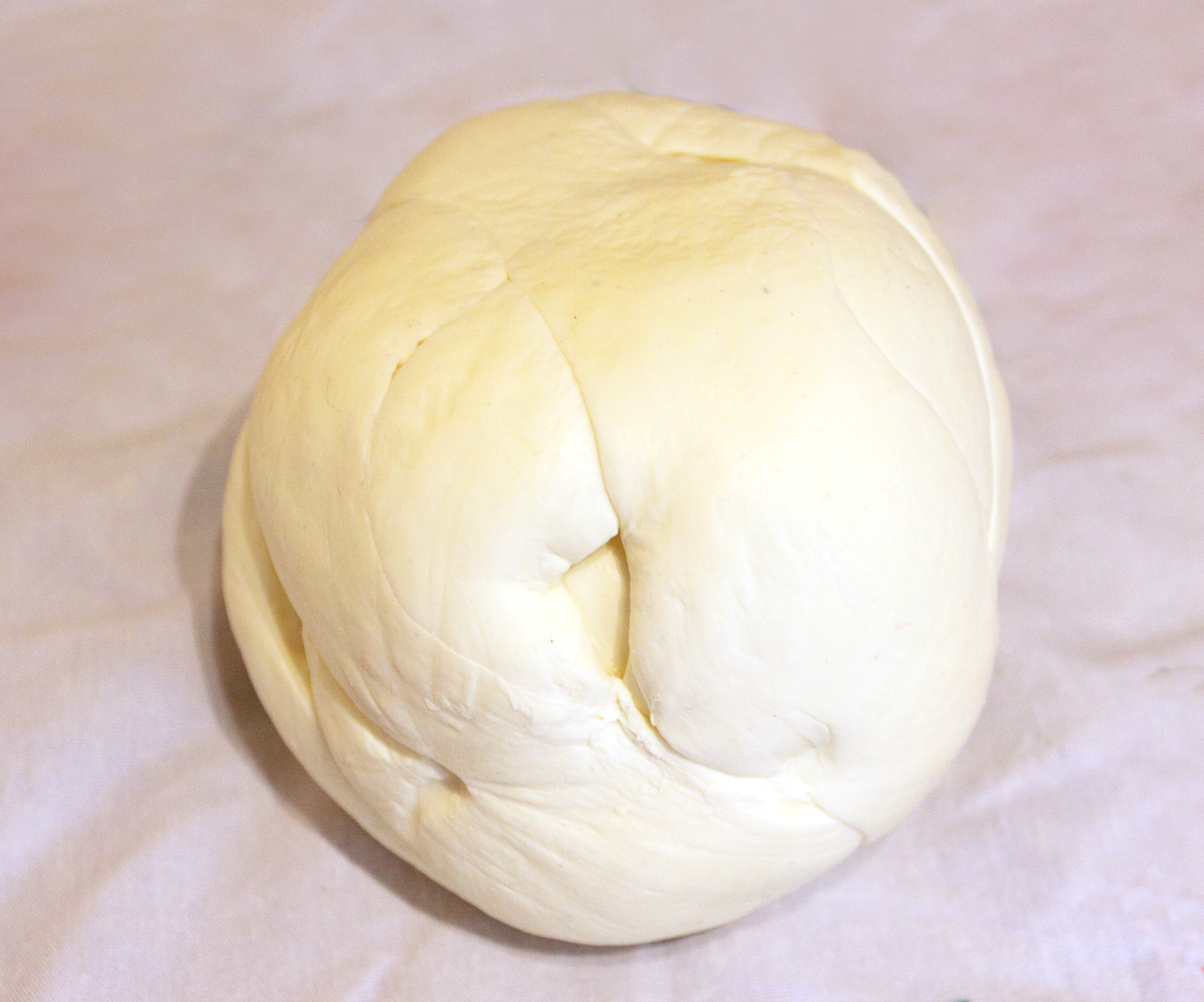
공 모양의 오아하카 치즈

오아하카 치즈는 오아하카주에서 유래했지만, 이제는 멕시코 전역에서 만들어지고 소비된다. 일반적으로 멕시코에서만 발견된다. 아사데로와 매우 흡사하며, 소젖으로 만든 부드러운 스트레치드 커드 치즈이지만, 끈적끈적한 질감을 얻기 위해 치즈의 pH를 5.3으로 조절한다. 치즈는 끈 모양으로 만들어져 공 모양으로 감긴다. 치즈는 특히 케사디야에 녹여 사용되지만, 종종 준비된 요리 위에 찢거나 채 썰어 먹는다. 오아하카 치즈는 샐러드에 모차렐라 대신 사용할 수 있다.
케소 데 볼라(Queso de bola) 또는 케소 오코싱고(queso Ocosingo)는 치아파스주에서만 생산되며 주 외부에서는 거의 알려져 있지 않다. 추가 크림이 첨가된 소젖으로 만든다. 강한 풍미와 크림 같고 부서지기 쉬운 질감, 옅은 노란색을 띠고 있다. 왁스 코팅으로 준비되며 긴 숙성 기간을 거쳐 단단한 껍질을 형성한다. 이 껍질은 종종 파내어 고기 요리로 채워진 다음 바나나 잎으로 덮여 조리되어 케소 렐레노(queso relleno, 속을 채운 치즈)라는 요리가 된다. 오코싱고 치즈의 단단한 껍질은 에담 치즈와 유사하다.

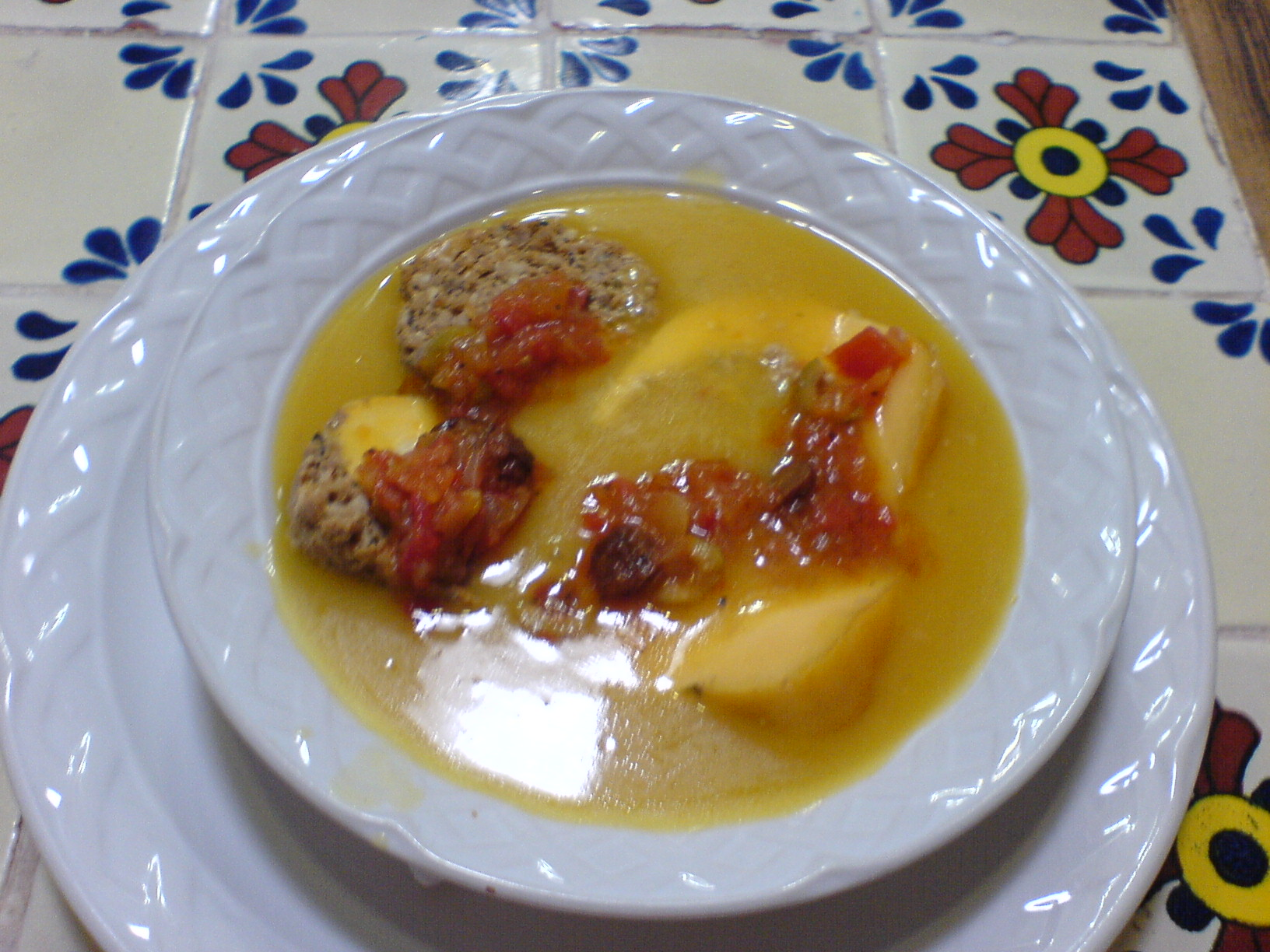
케소 렐레노

위에서 언급된 치즈 외에도, 소규모로 생산되며 해당 지역이나 공동체 외부에서는 거의 알려지지 않은 수많은 지역 치즈들이 있다. 포르타 살루드(Porta salud)는 숙성된 반경성 페이스트 치즈로, 강한 맛과 주황색을 띠고 있다. 케소 할라페뇨(Queso jalapeño)는 할라페뇨 고추 조각이 들어간 부드러운 소젖 치즈로, 차갑게 제공되거나 케사디야에 녹여 사용된다. 케소 크리오요는 탁스코, 게레로주의 특산품인 반경성 옅은 노란색 치즈이다. 케소 코라손(Queso corazon)은 치아파스산 치즈로, 매우 촉촉한 일종의 크림 치즈이다. 전통적으로 심장 모양으로 성형되었기 때문에 이름이 붙었지만, 대부분의 현대 생산자들은 이제 직사각형 모양으로 성형한다. 케소 사카테카스주는 숙성된 치즈로, 일반적으로 겉은 단단하고 속은 약간 부드러우며, 흰색에 노란색을 띤다. 부서지기 쉬워서 썰 수 없다. 대신 갈아서 제공된다. 케소 몰리도(Queso molido), 또는 케소 프렌사도(queso prensado)라고도 불리는 이 치즈는 때때로 붉은 고추 페이스트로 덮여 있다. 코스테나 치즈(Costena cheese)는 게레로주의 특산품이다. 이 치즈의 질감은 잘 부서지며, 신선하거나 약간 시큼한 우유 맛이 난다. 일반적으로 흰색이다. "케소 레알 델 카스티요"(Queso Real del Castillo)는 바하칼리포르니아주 엔세나다 동쪽의 오호스 네그로스 및 과달루페 계곡에서 생산되는 반경성 치즈이다.
베라크루스주 라 호야 주변의 작은 지역은 전유로 만든 훈제 치즈로 유명하다. 이 치즈는 응유 후 압착된다. 치즈는 종종 햄, 고추, 에파소테, 그리고 얇게 썬 할라페뇨와 함께 제공된다. 또 다른 종류의 베라크루스 치즈인 마르케타(marqueta)는 종종 고추 페이스트로 덮인 흰색 치즈이다. 유카탄반도 지역에서도 볼라 치즈(bola cheese) 종류를 만들지만, 이 버전은 전체적으로 더 단단하고 작고 불규칙한 구멍이 가득하다. 또 다른 종류인 케소 데 바르라(queso de barra)는 파넬라와 유사하다.

## 같이 보기
- 멕시코 요리
- 멕시코 와인
- 치즈 목록
- 크렘 카라멜